# 香港寬頻網絡

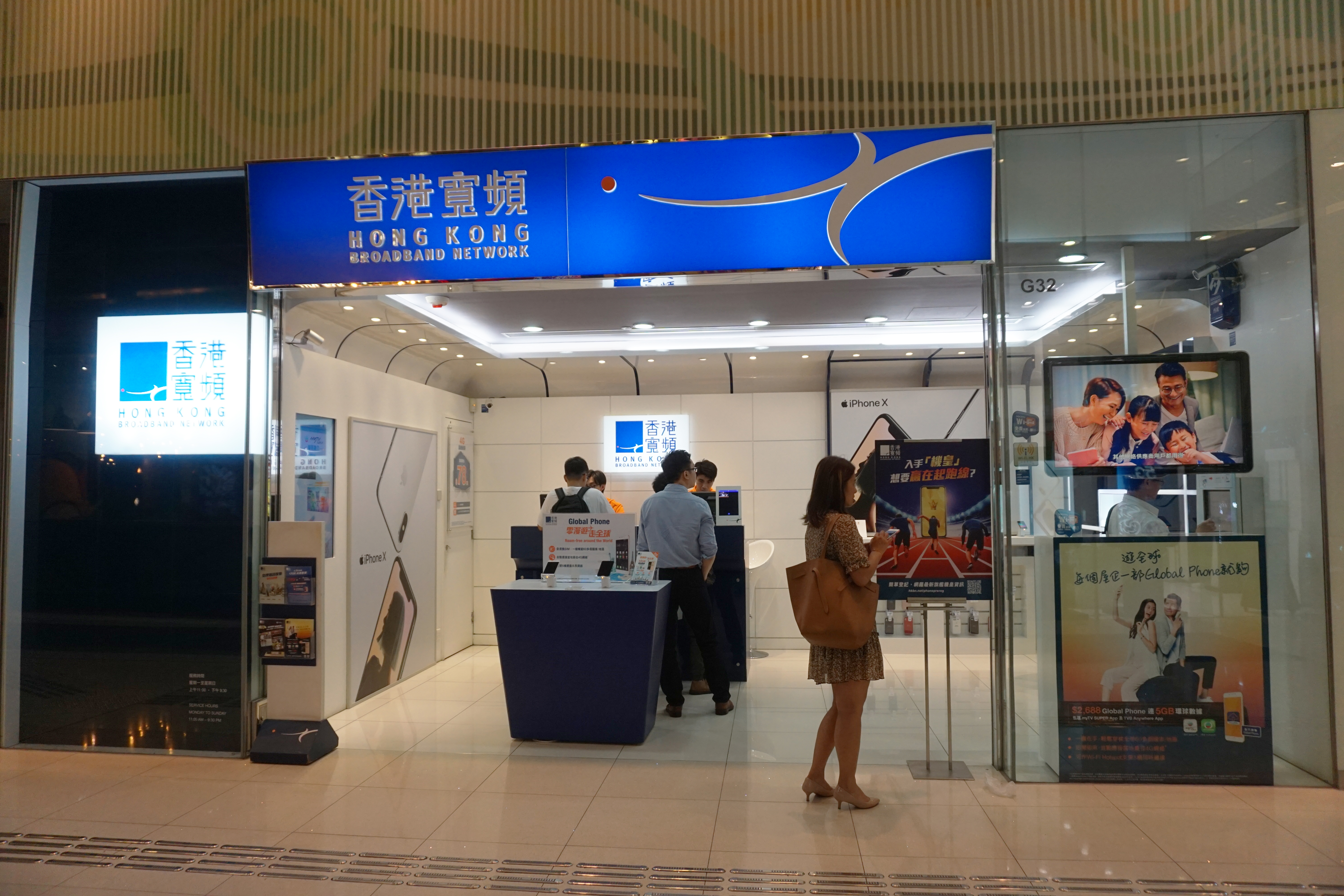
香港寬頻油塘大本型分店

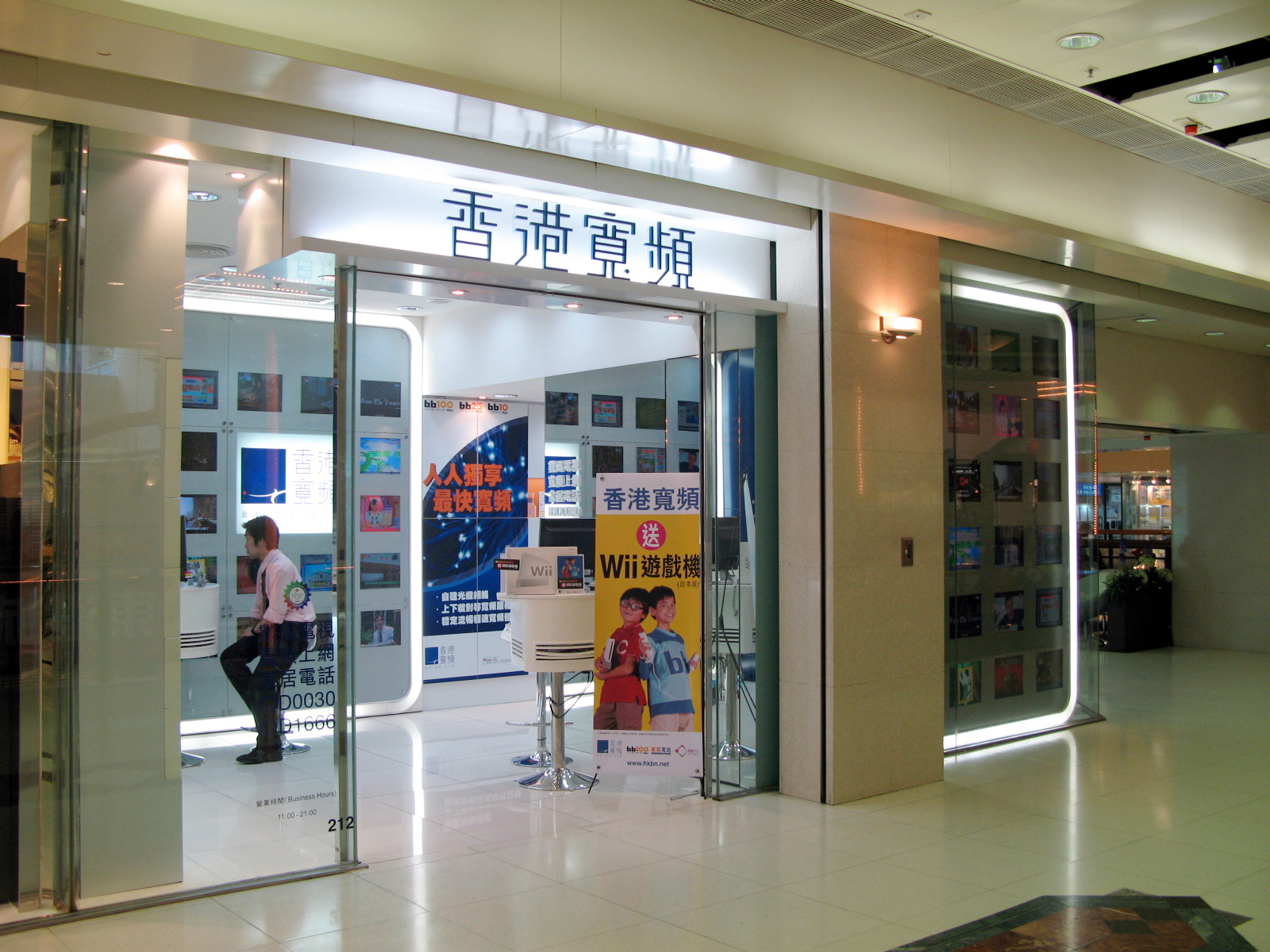
香港寬頻將軍澳東港城分店 (2007年)

香港寬頻有限公司（英語：HKBN Ltd.）是香港一間上市公司；透過子公司香港寬頻網絡有限公司（香港寬頻網絡或香港寬頻，簡稱HKBN）及香港寬頻企業方案有限公司，在香港商業及住宅提供穩定的ICT服務，包括光纖寬頻、數據連接、Wi-Fi 管理服務、流動通訊、話音、數據中心設施、業務延續、資訊保安、系統整合、綜合雲端服務、長途電話、myTV Super OTT電視節目服務、Disney+串流平台及Shoppy網購服務。
香港寬頻的現任執行副主席及行政總裁是楊主光先生。

## 歷史
自成立起，香港寬頻共投資超過40億港元自建光纖網絡。在2004年，香港寬頻建構了全球最大的城域以太網網絡；並邀得「DoDo姐」鄭裕玲出任集團代言人。2005年，香港寬頻成為香港首家提供1000M光纖入屋住宅上網服務的寬頻網絡供應商。2013年，香港寬頻拓展其Wi-Fi業務並收購Y5ZONE。2019年，香港寬頻收購滙港電訊時至今日，香港寬頻已覆蓋230萬住戶及7,000多幢商業大廈。。
2012年4月，私募基金CVC Capital Partners以50億港元向創辦人王維基旗下的城市電訊（香港）有限公司（港交所：1137）收購香港寬頻全部股權。其後CVC Capital Partners把部分股份售予新加坡政府投資公司及公司管理層，合共套現6300萬美元。凱雷旗下AlpInvest Partners亦以2900萬美元購入香港寬頻8.14%股權。香港寬頻招股文件顯示，CVC Capital Partners及新加坡政府投資公司在香港寬頻上市前分別持有香港寬頻70.74%及11.31%股權。
於2014年6月25日，香港寬頻與全球八大科技公司（包括有Broadsoft、Cisco思科、Deltapath、Hitachi Data Systems、Macroview Telecom、Oracle Asia Pacific、Polycom以及Towngas Telecom名氣通）成立戰略性夥伴關係，推出專門針對中小企業的雲端企業解決方案，成為行業內的一段佳話。
2016年2月18日香港寬頻斥资6.5億元現金收購新世界發展附屬新世界電話控股旗下的新世界電訊及網絡營銷解決方案業務，當中包括新世界電訊擁有的柴灣永泰道50號港利中心物業，估值約6700萬元；新世界電訊其後改名香港寬頻企業方案。
2018年5月30日，香港寬頻以總代價最多2億港元，收購雲端解決方案領域的雲端託管服務供應商I Consulting Group Limited（ICG）。
2018年8月8日，香港寬頻斥資54.8975億港元向TPG資本及MBK Partners所組成的財團Green Energy Cayman Corp收購匯港電訊全部權益，當中35.488億港元代價香港寬頻將以每股11.60港元向上述兩位賣家各自發行約1.52億股支付，各佔擴大後股本10.34％，另外19.409億港元將透過發行賣方貸款票據方式支付，連同股份及行使無息賣方貸款票據，TPG及MBK將持有香港寬頻已擴大股本16%，作為建議交易的一部分，集團須承擔匯港電訊的現有債務6.7億美元﹙相當於約52.59億港元﹚。因此，計及手持的2.6億元現金，滙港電訊整體企業價值為約104.89億元。
2019年8月24日，怡和科技以0.5億美元（相當於約3.922億港元）出售旗下資訊科技解決方案業務JOS CI、Adura Hong Kong及Adura Cyber Security全部股權給香港寬頻，也包括了Jardine OneSolution（HK）Limited。
2025年8月4日，中國移動香港以10.84億港元作為代價，向Twin Holding Ltd購入香港寬頻2.14億股，佔公司已發行股本約14.44%。預料交易完成後中移動香港持股將增至29.9%，成為最大股東。

## 服務發展
2013年1月17日，香港寬頻WiFi服務供應商收購Y5Zone。
2015年中起，與萬匯基建（鄉村）有限公司積極發展光纖網絡至偏遠地區及村屋光纖入村，以合理價格與多年獨市的網上行競爭。
2016年3月31日，完成收購新世界發展擁有的電訊（「新世界電訊」）及網絡營銷解決方案（「新世界互動媒體」）業務，並將新世界電訊更名為香港寬頻企業方案。
2016年，獲發流動虛擬網絡營辦商牌照，透過與SmarTone及中移動香港合作，為個人及商業客戶提供流動通訊服務。
2019年4月，完成合併收購滙港電訊WTT（前稱九倉電訊、香港新電訊有限公司、九倉新電訊有限公司），其後正式易名香港寬頻企業方案香港有限公司（香港寬頻企業方案）。滙港電訊成立於1995年（時稱香港新電訊），是香港政府全面開放香港電訊市場，首批獲發固網電訊網絡服務經營牌照的公司之一，另外一間是新世界電話（現稱香港寬頻企業方案）。
2019年12月，完成收購系統整合服務商怡和科技Jardine OneSolution Holdings (JOS) 及其附屬公司，是次收購於12月12日所舉行的集團股東特別大會中獲得股東投票支持。

## 旗下公司
- 香港寬頻企業方案
- Y5ZONE
- Shoppy網購平台

## 被黑客偷取客戶資料事件
- 2018年4月18日，公司發公告指在4月16日發現一個已停用客戶資料庫懷疑被黑客偷取，資料庫包含截至2012年約38萬條固定及IDD服務客戶及服務申請人記錄，包括姓名、電郵地址、通訊地址、電話號碼、身份證號碼及約43,000條信用卡資料，約佔360萬條客戶記錄的11%。公司已向香港警務處報告事件，並將會通知受影響的客戶及就此通知香港個人資料私隱專員。[22]公司隨後公布採取一連串措施，透過大幅減少保留客戶的個人資料，藉此加強保護客戶資料。[23]

## 承認按港區國安法執行網絡審查
2021年1月7日晚上，記錄警務人員和親政府人士資料的網站《香港編年史》發出聲明指6日起香港部分使用者無法連接至該站，質疑多間互聯網服務供應商應政府部門要求封站，警方指不評論個別案件，但又引用港區國安法回應，指警方可要求服務供應商對「構成危害國家安全罪行」的網站或信息進行禁制。根據《明報》報道，這是警方首次引用港區國安法第43條封鎖網站。對此，香港寬頻表示沒有封鎖使用者連接至該網。。1月8日，在《香港編年史》的聲明中，參與封鎖的互聯網服務供應商包括數碼通、中國移動香港、香港寬頻網絡以及電訊盈科。2021年1月14日，香港寬頻網絡承認按港區國安法要求封鎖《香港編年史》。

## 參閱
- 光纖寬頻
- 寬頻電話
- 長途電話
- Y5ZONE
- 流動通訊
- myTV SuperOTT線上電視
- Disney+串流平台
- Shoppy網購平台

## 外部連結
- 香港寬頻官方網站 （页面存档备份，存于）
- HKBN 香港寬頻的Facebook專頁
- YouTube上的HKBN 香港寬頻頻道